# یواس‌اس کوارتز (آی‌ایکس-۱۵۰)
یواس‌اس کوارتز (آی‌ایکس-۱۵۰) (به انگلیسی: USS Quartz (IX-150)) یک کشتی بود که طول آن ۳۶۰ فوت (۱۱۰ متر) بود. این کشتی در سال ۱۹۴۳ ساخته شد.